# Scintharista notabilis
Scintharista notabilis är en insektsart som först beskrevs av Walker, F. 1870.  Scintharista notabilis ingår i släktet Scintharista och familjen gräshoppor.

## Underarter
Arten delas in i följande underarter:
- S. n. notabilis
- S. n. blanchardiana
- S. n. brunneri
- S. n. capricornica
- S. n. cinctipes
- S. n. lateritia
- S. n. miramae
- S. n. pallipes

## Bildgalleri

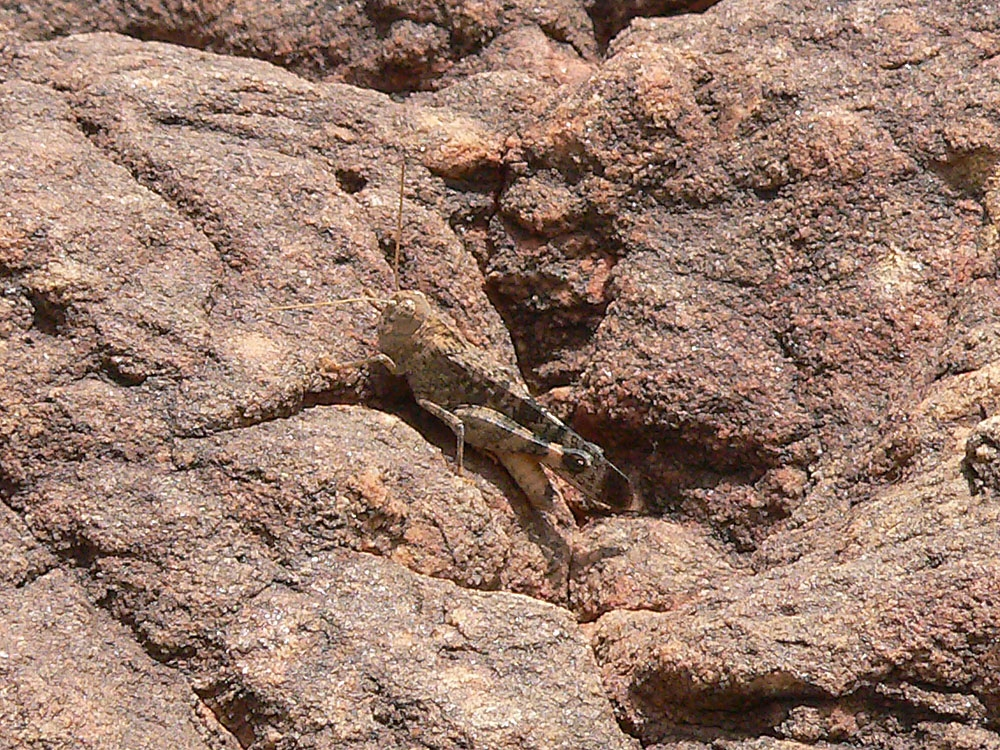